# Гура-Белієй
Гура-Белієй (рум. Gura Beliei) — село у повіті Прахова в Румунії. Адміністративно підпорядковане місту Бряза.
Село розташоване на відстані 92 км на північ від Бухареста, 42 км на північний захід від Плоєшті, 49 км на південь від Брашова.

## Населення
За даними перепису населення 2002 року у селі проживали 1030 осіб, з них 1028 осіб (99,8%) румунів. Рідною мовою 1028 осіб (99,8%) назвали румунську.